# Kallistos Ware

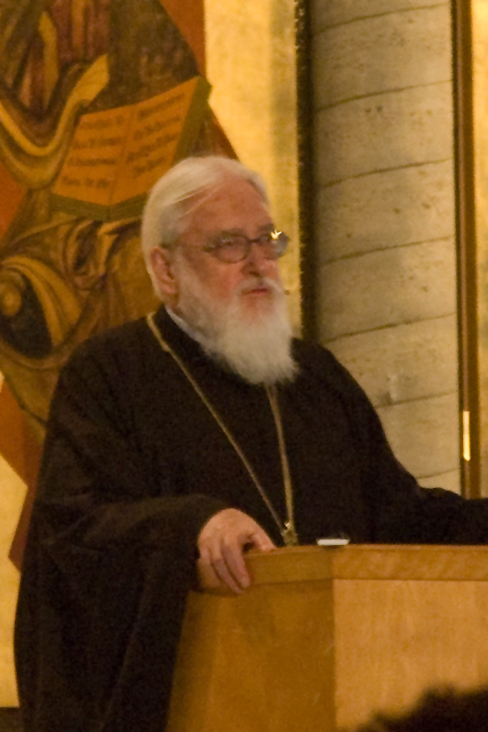
Kallistos Ware (2008)

Kallistos Ware (* 11. September 1934 in Bath, England; † 24. August 2022), auch bekannt unter seinem Geburtsnamen Timothy Ware, war ein griechisch-orthodoxer Mönch und Bischof des Ökumenischen Patriarchats von Konstantinopel, Professor für orthodoxe Studien an der Universität Oxford und Autor zahlreicher Bücher über orthodoxe Kirche, Theologie und Spiritualität.

## Leben
Timothy Ware wurde im Südwesten Englands geboren. Er wuchs als Anglikaner auf, studierte mit einem Stipendium an der Westminster School und dem am Magdalen College der Universität  Oxford, wo er einen Masterabschluss in Klassischer Literatur und Theologie mit First Honours erwarb. Außerdem studierte er Klassische Philologie an der US-amerikanischen Princeton University. Mit 24 Jahren konvertierte er zur griechisch-orthodoxen Kirche. In der Folge verbrachte er einige Jahre in Griechenland, auf dem Berg Athos und in Jerusalem. Im Jahr 1966 wurde er zum Priester geweiht und trat als Mönch ins Johanneskloster (auch: Kloster des Heiligen Johannes des Theologen) auf der Insel Patmos ein, wo er den Namen „Kállistos“ erhielt.
1966 wurde er als Spalding Lecturer an die Universität Oxford orthodoxe Studien berufen, eine Dozententätigkeit, die er 35 Jahre lang bis zu seiner Pensionierung 2001 behielt. 1970 wurde er zum Fellow am Pembroke College in Oxford ernannt. Im Jahr 1982 wurde er als Hilfsbischof des Bischofs der Erzdiözese von Thyateira und Großbritannien des Ökumenischen Patriarchats zum Titularbischof von Diokleia geweiht; auch Thyateira ist ein Titularbistum. Als Bischof blieb er in Oxford und führte auch sein Amt als Gemeindepriester der griechisch-orthodoxen Gemeinde von Oxford weiter.
Seit seiner Pensionierung im Jahr 2001 veröffentlichte er weiterhin und hielt Vorträge über die Orthodoxie. Bis vor kurzem war er Vorstandsvorsitzender des Institute for Orthodox Christian Studies in Cambridge. Er war Vorsitzender der Gruppe der Freunde der Orthodoxie auf der Insel Iona und der Freunde des Berges Athos.
Am 30. März 2007 erhob die Heilige Synode des Ökumenischen Patriarchats die Diözese Diokleia in den Rang einer Metropolie und Bischof Kallistos in den Rang eines Metropoliten von Diokleia in Phrygien.
Im Jahr 2017 wurde Ware vom Erzbischof von Canterbury mit dem Lambeth-Kreuz für Ökumene (englisch Lambeth Cross for Ecumenism) „für seinen herausragenden Beitrag zum anglikanisch-orthodoxen theologischen Dialog“ ausgezeichnet.
Kallistos Ware starb am 24. August 2022 im Alter von 88 Jahren.

## Werke
Kallistos Ware ist am besten bekannt als Autor des Sachbuchs The Orthodox Church, das er 1963 als Laie herausgab und seither mehrmals revidierte. Das Buch gilt weithin als beste englischsprachige Einführung in die Geschichte und Struktur der orthodoxen Kirche. Es erscheint unter seinem Geburtsnamen Timothy Ware. 1995 gab er unter dem Namen Kallistos Ware ein eher spirituell geprägtes Begleitwerk The Orthodox Way (deutsch Der Aufstieg zu Gott) heraus.
Am bedeutendsten sind jedoch seine Übersetzungen. Zusammen mit G. E. Palmer and Philip Sherrard übersetzt er die Philokalie, bisher sind vier von fünf Bänden erschienen. Ebenso hat er wichtige liturgische Texte übersetzt.
Deutsch:
- Hinführung zum Herzensgebet, 2004, ISBN 3-451-28389-1
- Mensch werden - an Gott teilhaben : wie versteht die orthodoxe Tradition die Erlösung?, 1997, ISBN 3-906596-00-1
- Der Aufstieg zu Gott : Glaube und geistliches Leben nach ostkirchlicher Überlieferung, 1998, ISBN 3-906596-03-6

Englisch:
- The Orthodox Church, Pelican, 1993, ISBN 0-14-014656-3 Auszüge
- The Inner Kingdom: Collected Works, Vol. 1, St Vladimir’s Seminary Press, 2000, ISBN 0-88141-209-0
- In the Image of the Trinity: Collected Works, Vol. 2, St Vladimir’s Seminary Press, 2006, ISBN 0-88141-225-2
- Communion and Intercommunion, Light & Life, 1980, ISBN 0-937032-20-4
- Praying with Orthodox Tradition, Abingdon, 1990, ISBN 0-281-04431-7
- Eustratios Argenti: A Study of the Greek Church under Turkish Rule, Clarendon, 1964.
- mit Graham Speake (Hrsg.): Spiritual guidance on Mount Athos. Peter Lang, Bern 2015.

Vorträge:
- Bischof Kallistos: Die Leidenschaften: Feind oder Freund?
- Bischof Kallistos: Verherrlicht Gott mit Euerem Leibe: Das Sakrament der Heilung
- Bischof Kallistos: Der geistliche Kampf in der modernen Welt

Festschrift:
- Abba, The Tradition of Orthodoxy in the West, Festschrift für Bischof Kallistos (Ware) von Diokleia, Herausgeber John Behr, Andrew Louth, Dimitri Conomos, New York: SVS Press St Vladimir’s Seminary Press, 2003.